# Polemarco
Il polemarco (in greco antico: πολέμαρχος?, polémarchos, composto da polemos, "guerra" e archon, "governante", e tradotto con "comandante della guerra" o "signore della guerra"; al plurale πολέμαρχοι, "polemarchi") era il più alto titolo militare in molte poleis dell'antica Grecia.

## Nelle varie città

### Atene
Ad Atene la carica di polemarco era ricoperta da uno degli arconti, detto per questo arconte polemarco; inizialmente aveva funzioni militari, poi, quando queste divennero di competenza degli strateghi, i suoi compiti si ridussero all'ambito giuridico e religioso.

### Sparta
Nella struttura dell'esercito spartano il polemarco era il comandante di una mora di 512 uomini (in seguito 36), una delle suddivisioni dell'esercito. In alcune occasioni, tuttavia, erano autorizzati a portare le armi.
I sei polemarchi spartani avevano probabilmente poteri uguali ai re nelle spedizioni all'esterno della Laconia ed erano generalmente discendenti della casa reale. Erano membri del consiglio reale dell'esercito e della scorta reale (in greco antico: δαμοσία?) Erano supportati o rappresentati da ufficiali (in greco antico: συμφορεῖς?). I polemarchi erano anche responsabili dei viveri pubblici, da quando, secondo le leggi di Licurgo, i Lacedemoni mangiavano e combattevano insieme. Oltre alle loro responsabilità militari e altre relative, i polemarchi erano anche responsabili di alcuni incarichi civili e giuridici (in modo non dissimile dagli ateniesi archōn polemarchos).

### Beozia
In molte città beote l'incarico di polemarco era assegnato al comandante delle forze militari. Tebe, ad esempio, aveva due polemarchi, forse eletti annualmente.

## Altri usi
Nell'uso moderno, alcune confraternite, tra cui Kappa Alpha Psi, chiamano i leader dei loro capitoli polemarchi.

### Fiction
Questa carica fu immaginata nel romanzo Ender's Game di Orson Scott Card: nella novella il polemarco aveva il comando supremo della flotta spaziale dell'umanità, l'International Fleet. Il Polemarco, insieme alla posizione di Stratega e di Egemone, era una delle tre persone più potenti al mondo.
Questo titolo fu assegnato anche al personaggio Artemis of Bana-Mighdall di DC Comics, un Bana-Mighdall (amazzone) nel fumetto Wonder Woman. Per un periodo Artemise servì come co-governatore di Themyscira (Isola del Paradiso) assieme al collega amazzone Philippus. Mentre Philippus supervisionava il governo quotidiano dell'isola, Artemis si occupava degli aspetti militari.